# 아레초
아레초(이탈리아어: Arezzo)는 이탈리아 내 있는 도시이자 코무네이며 토스카나주에 위치한 동명의 행정 구역의 도청 소재지이기도 하다. 아레초는 피렌체에서 대략 80 킬로미터 (50 마일) 거리에 있다. 2022년 기준으로, 아레초 인구는 대략 97,000명 정도이다.
황금과 패션 디자인의 도시로 알려진 아레초는 조르조 바사리, 아레초의 귀도, 귀토네 다레초 그리고 같은 지방 출신의 르네상스 예술가 미켈란젤로 등 예술가들과 시인들의 고향이었다. 예술 측면에서, 이 도시는 성 프란체스코 성당 내 피에로 델라 프란체스카의 프레스코, 성 도메니카 성당 내 치마부에의 성십자가상 등으로 유명하다. 또한 중세 시대로 그 기원이 거슬러 올라가는 마상 대회인 조스트라 델 사라치노가 열리는 것으로도 알려져 있다.

## 역사
리비우스가 '카피타 에트루리아이'(Capita Etruriae, 에트루리아의 핵심 도시들) 중 하나라고 묘사했던, 아레초 (에트루리아어로는 아리팀(Aritim))는 에트루리아 연맹의 일부이자, 이른바 데카폴리스라 불린 에트루리아의 최고 중요 도시 12개 중 하나라고 여겨진다. 에트루리아의 흔적들은 산 도나투스 아크로폴리스 다음으로 작은 언덕에 위치했고 에트루리아 시대에는 요새화가 되어 있던 산 코르넬리오 아크로폴리스를 이뤘다. 그 외의 에트루리아 문명의 흔적에는 성벽 일부, '포조 델 솔레'에 있는 에트루리아 시대의 네크폴리스 등이 있으며, 가장 유명한 것은 아레초의 키메라 (기원전 5세기)와 미네르바 (기원전 4세기) 등 청동상으로, 16세기에 발견되어 피렌체로 보내졌다. 그리스와의 교역 관계 증가는 또한 아레초의 에트루리아 귀족들에게 아마존 전사들의 전투를 묘사한 기원 510년경에 에우프로니오스가 제작한 크라테르 같은 엘리트 계층들을 위한 상품들을 전하기도 하였다 (Arezzo 1465)

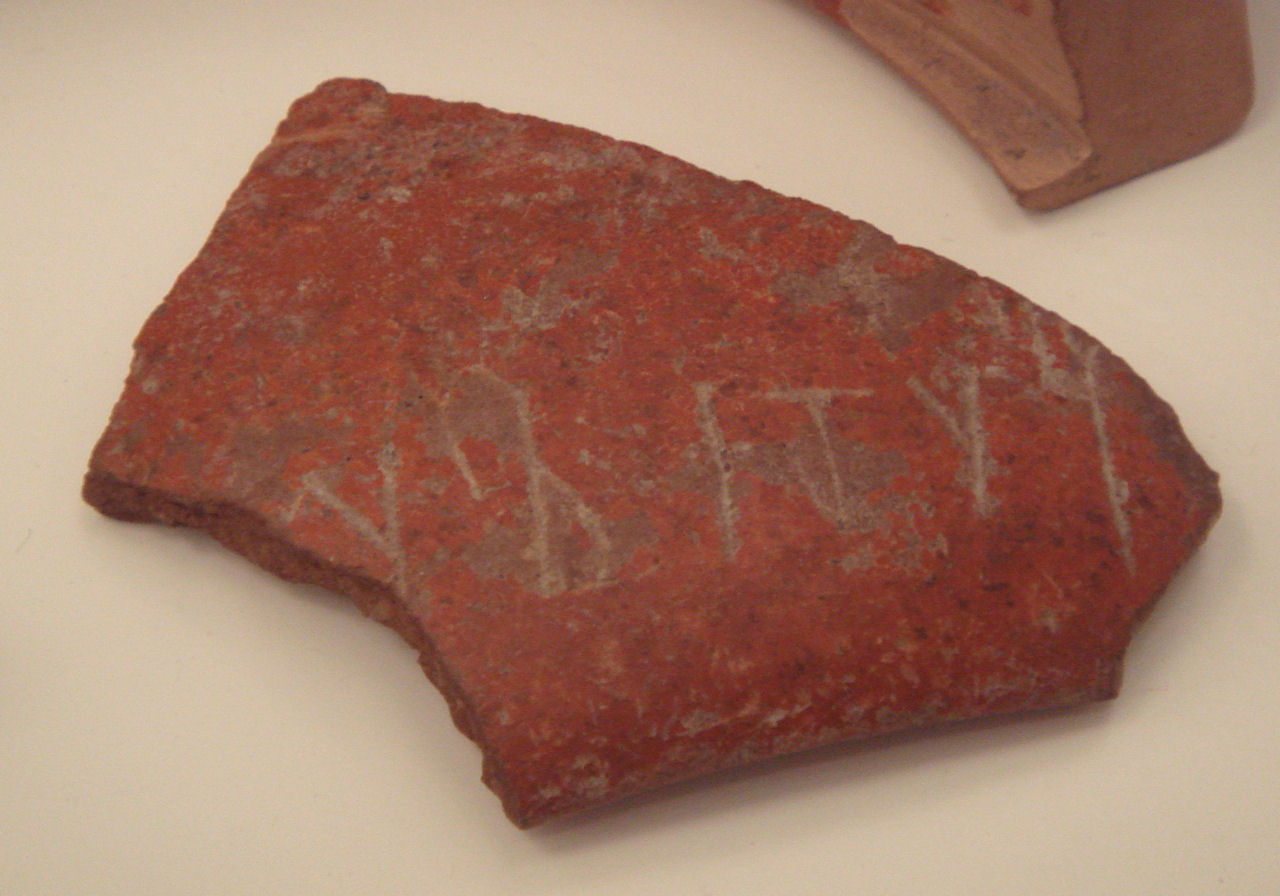
인도의 아리카메두에서 발견된 아레초, 라티움에서 만들어진 로마 도자기 파편 (서기 1세기, 국립 기메 동양 박물관 소장)로, 아우구스투스 시대 동안 페르시아를 통한 로마의 인도 교역에 있어 아레초의 역할에 대한 증거물이다.

기원전 311년에 로마인들에게 정복된, '아레티움'(Arretium)은 포강 유역까지 로마가 확장시킨 도로인 카시아 가도의 군사 거점이 되었다. 아레티움은 로마 내전 당시에 마리우스 (기원전 157년-86년) 편에 섰고, 이 내전의 승자인 술라 (기원전 138년경 – 78년)는 반쯤은 파괴된 도시에 자신의 퇴역병들의 식민 도시 '아레티움 피덴스' (충성스러운 아레티움)을 세웠다. 옛 에트루리아의 귀족 계층들은 사라지지 않았는데 그 이름이 '예술의 후원가'의 시조가 된 가이우스 킬니우스 마이케나스가 아레티움의 에트루리아 귀족 혈통의 출신이었다. 도시는 '아레티움 베투스'(옛 아레티움)이라는 이름으로 번영을 이어나갔고, 아우구스투스 시대에는 이탈리아 내에서 세 번째로 큰 도시였으며, 특히나 도자기 제품과, 주형으로 찍어내거나 유리를 끼워 만들어낸 아레티움 세공품, 부케로 수출로 유명하였다.
서기 261년경 아레티움의 자문회는 이 도시의 후원자인 L. 페트로니우스 타우루스 볼루시아누스에 대한 금석문 하나를 봉헌하였다. 이 도시에 대한 볼루시아누스의 정치 및 군사적 중요성에 대해서는 문서 참조.
3, 4세기에 아레초는 주교좌가 되었으며 오늘날까지 중단 없이 주교들의 순서가 알려진 몇 안 되는 도시 중 하나인데, 중세 시대에는 이곳의 주교가 봉건 영주처럼 움직였기 때문이었다. 로마 시대의 도시는 부분적으로 고트 전쟁과 6세기 말의 랑고바르드족의 침입으로 폐허가 되었고, 유럽 전 지역에서 그랬던 것처럼 허물어졌다. 아레티움 사람들은 옛 도시에서 나온 돌을 요새 시설에 재사용하였고, 원형 극장만이 남아있다.
아레초 코무네는 1098년에 주교의 통치에서 벗어나 1384년까지 독립적인 도시 국가 기능을 하였다. 보통은 기벨린 정치 성향을 띠던 이곳은 구엘프 성향의 피렌체와 충돌하였다. 1252년에 이곳의 대학교인 '스투디움'이 세워졌다. 굴리엘미노 우베르티니 주교가 전사하는 일이 벌어진 캄팔디노 전투 (1289년)에서 완패를 당하고 난 뒤, 1312년에 주교가 되어 기벨린 세력과 좋은 관계를 유지하였던 귀도 타를라티를 가주로 한 타를라티 가문의 짧은 통치기를 제외한다면, 기벨린 세력의 아레초의 국운도 다하기 시작하였다. 타를라티 가문은 포를리와 그곳의 영주들, 그리고 오르델라피 가문과 동맹을 얻어 지원을 받으려 했으나, 실패하고 말았고, 아레초는 1384년에 피렌체의 지배에 떨어지고 말았다. 이후의 아레초의 역사는 피렌체와 메디치 가문의 토스카나 대공국의 역사에 포함되었다. 이 시기에 피에로 델라 프란체스카 (1415년경–1492년)가 뛰어난 프레스코를 성 프란체스코 성당에 만들었으며, 이 프레스코화는 최근에 복원 작업을 마쳤고 아레초에서 가장 유명한 미술 작품이다. 이후로 도시의 경제 및 문화적 쇠퇴가 시작되었으며, 이런 점이 도시의 중세적인 모습을 보존되도록 하였다.
18세기에, 아레초 남쪽의 발 디 키아나의 주변 늪지대가 배수가 되었고 따라서 이 지역 일대는 말라리아가 덜 창궐하게 되었다. 18세기 말에, 나폴레옹 보나파르트가 이끈 프랑스 군대가 아레초를 점령하였으나, 침입자들에 반대하는 비바 마리아 운동에 따른 저항 세력의 본거지로 바뀌었고 (1799년–1800년), 임시 수도 역할을 하기도 하였다. 1860년에 아레초는 이탈리아 왕국의 영토가 되었다.
이곳의 건물들은 제2차 세계 대전 기간 막대한 피해를 입었는데, 독일군 1944년 7월 초 아레초 앞에서 저항을 하였고 뉴질랜드 제2사단의 지원을 받은 영국군 제6기갑사단과 맹렬한 전투를 벌였으며, 도시는 1944년 7월 16일에 해방되었다. 1,266명이 묻혀있는 영연방 전쟁 묘지 위원회의 아레초 전쟁 묘역은 도시 북서쪽에 자리 잡고 있다.

## 지리
아레초는 아르노강의 범람원에서 솟아난, 날카로운 언덕에 자리 잡고 있다. 도시의 위쪽에는 대성당, 시청, 메디치 가문의 요새(Fortezza Medicea)가 있으며, 이 요새에서부터 주요 거리가 아래쪽 지역으로 뻗어 있다. 도시의 위쪽에는 후대의 건축물들이 추가되었음에도 중세적 모습을 유지하고 있다. 아레초 지역은 지진이 일어나는 높은 위험성을 갖고 있으나, 비록 피렌체보다는 살짝 취약하지만 인접한 움브리아와 아브루초보다는 심각한 지진의 위험성이 아주 낮은 과도기적인 지역에 위치했다. 주목할 만한 지진들은 실제로도 도 내에서도 아주 드문 현상이며, 2001년 11월 26일 북동쪽 25km 지점에서 발생한 4.6 규모의 지진으로 인명피해는 발생하지 않았다.

## 기후
| Arezzo의 기후                  | Arezzo의 기후 | Arezzo의 기후 | Arezzo의 기후 | Arezzo의 기후 | Arezzo의 기후 | Arezzo의 기후 | Arezzo의 기후 | Arezzo의 기후 | Arezzo의 기후 | Arezzo의 기후 | Arezzo의 기후 | Arezzo의 기후 | Arezzo의 기후 |
| 월                             | 1월           | 2월           | 3월           | 4월           | 5월           | 6월           | 7월           | 8월           | 9월           | 10월          | 11월          | 12월          | 연간          |
| ------------------------------ | ------------- | ------------- | ------------- | ------------- | ------------- | ------------- | ------------- | ------------- | ------------- | ------------- | ------------- | ------------- | ------------- |
| 역대 최고 기온 °C (°F)         | 17.4 (63.3)   | 22.0 (71.6)   | 24.4 (75.9)   | 27.0 (80.6)   | 30.4 (86.7)   | 35.2 (95.4)   | 40.3 (104.5)  | 40.4 (104.7)  | 34.4 (93.9)   | 30.0 (86.0)   | 22.6 (72.7)   | 18.0 (64.4)   | 40.4 (104.7)  |
| 일평균 최고 기온 °C (°F)       | 9.1 (48.4)    | 10.7 (51.3)   | 14.0 (57.2)   | 16.8 (62.2)   | 22.3 (72.1)   | 26.1 (79.0)   | 30.0 (86.0)   | 30.2 (86.4)   | 25.4 (77.7)   | 19.4 (66.9)   | 13.1 (55.6)   | 9.5 (49.1)    | 18.9 (66.0)   |
| 일일 평균 기온 °C (°F)         | 4.5 (40.1)    | 5.6 (42.1)    | 8.1 (46.6)    | 10.7 (51.3)   | 15.4 (59.7)   | 18.9 (66.0)   | 22.0 (71.6)   | 22.1 (71.8)   | 18.2 (64.8)   | 13.5 (56.3)   | 8.2 (46.8)    | 5.2 (41.4)    | 12.7 (54.9)   |
| 일평균 최저 기온 °C (°F)       | 0.0 (32.0)    | 0.5 (32.9)    | 2.2 (36.0)    | 4.7 (40.5)    | 8.5 (47.3)    | 11.6 (52.9)   | 13.9 (57.0)   | 14.1 (57.4)   | 11.1 (52.0)   | 7.6 (45.7)    | 3.3 (37.9)    | 1.0 (33.8)    | 6.5 (43.8)    |
| 역대 최저 기온 °C (°F)         | −20.2 (−4.4)  | −20.0 (−4.0)  | −8.7 (16.3)   | −4.0 (24.8)   | −0.5 (31.1)   | 3.6 (38.5)    | 4.8 (40.6)    | 5.8 (42.4)    | 0.5 (32.9)    | −3.2 (26.2)   | −8.0 (17.6)   | −15.0 (5.0)   | −20.2 (−4.4)  |
| 평균 강수량 mm (인치)          | 46.6 (1.83)   | 51.3 (2.02)   | 58.7 (2.31)   | 75.5 (2.97)   | 72.8 (2.87)   | 56.9 (2.24)   | 41.2 (1.62)   | 44.7 (1.76)   | 81.1 (3.19)   | 95.5 (3.76)   | 106.6 (4.20)  | 70.6 (2.78)   | 801.5 (31.55) |
| 평균 강수일수 (≥ 1.0 mm)       | 6.9           | 6.8           | 6.9           | 9.4           | 9.0           | 6.9           | 3.8           | 4.8           | 6.6           | 8.3           | 9.0           | 7.6           | 86            |
| 출처 1: Servizio Meteorologico |               |               |               |               |               |               |               |               |               |               |               |               |               |
| 출처 2: Ogimet                 |               |               |               |               |               |               |               |               |               |               |               |               |               |

## 문화

### 축제
- 아레초는 1년마다 개최되는 국제 합창 경연 대회인 '콘코르소 폴리포니코 귀도 다레초'가 열리는 곳이다..
- 아레초는 사라센 마상대회 (Giostra del Saracino)라고 하는, 1년마다 열리는 중세 축제가 열리는 곳이다. 이 축제에서, 아레초의 지역들을 대표하는 말을 탄 기사들이 사라센 왕의 모습으로 조각을 한 목제 목표물에 달려들어 마창을 맞추어 그 정확도에 따라 점수를 얻는다. 게다가 도시의 모든 사람들은 중세 복장 옷을 차려입고 열정적으로 축제 참가자들을 응원한다.
- 1986년부터 2006년까지 아레초는 매년 7월마다 아레초 웨이브라고 하는, 음악 및 문화 축제가 열리던 곳이었다. 대중들한테서 투자를 받았던 이 축제는 유럽과 북미의 명성 있는 밴드들과 관객들을 불러들였었다. 또한 문학 및 영화 상영회도 있었다. 2007년에 PLAY Arezzo Art Festival라는 축제로 바뀌었다.

### 대중 문화에서
- 아레초는 로베르토 베니니 주연의 이탈리아 영화 '인생은 아름다워' (La vita è bella, 1997)에서 등장하였다. 이곳은 주인공들이 나치 강제 수용소로 끌려가기 전에 거주했었던 장소였다.

## 주요 관광지

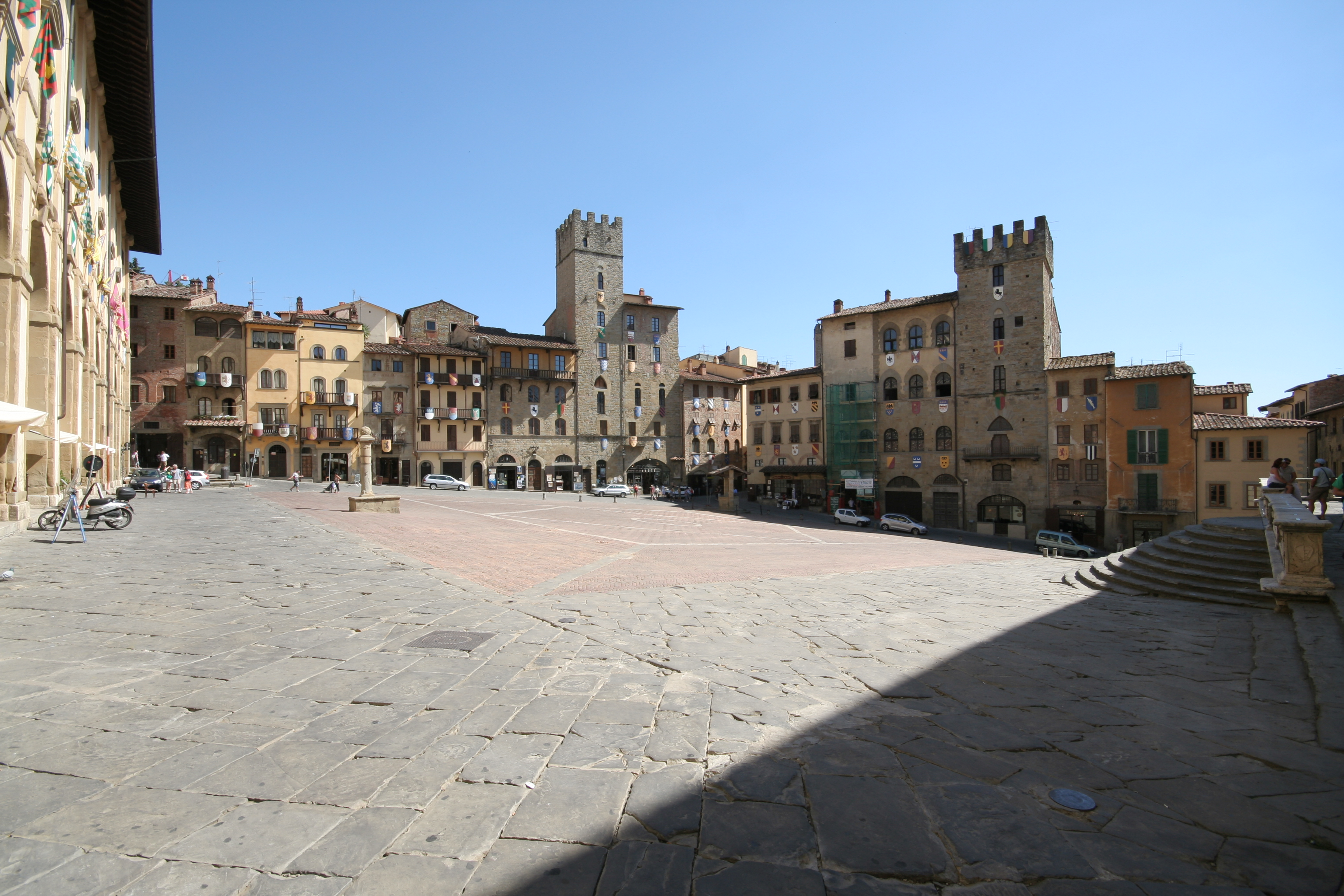
피아차 그란데

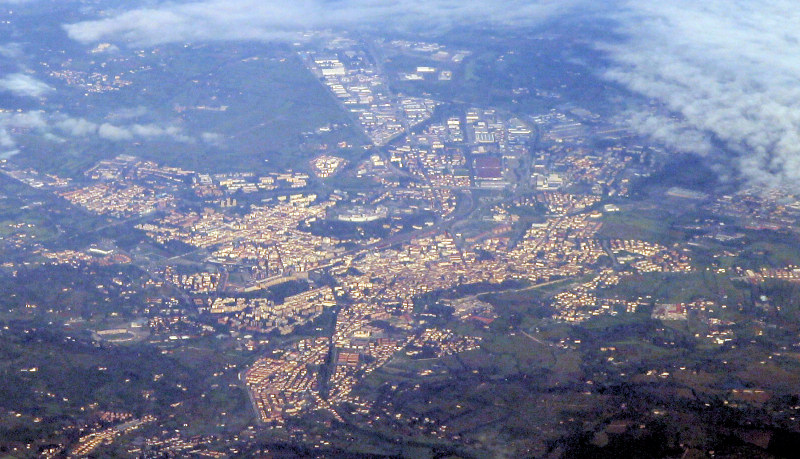
항공 사진

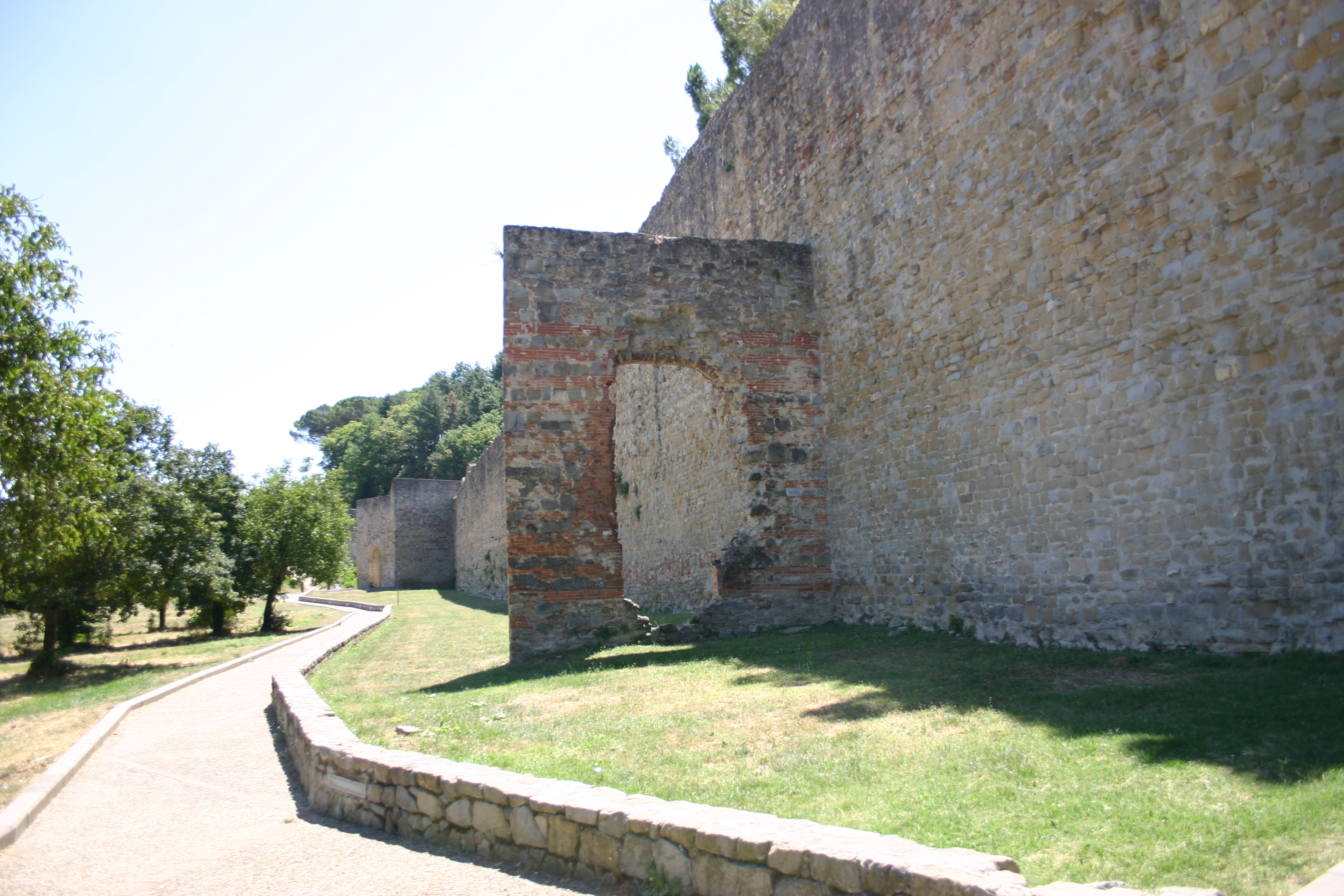
성벽

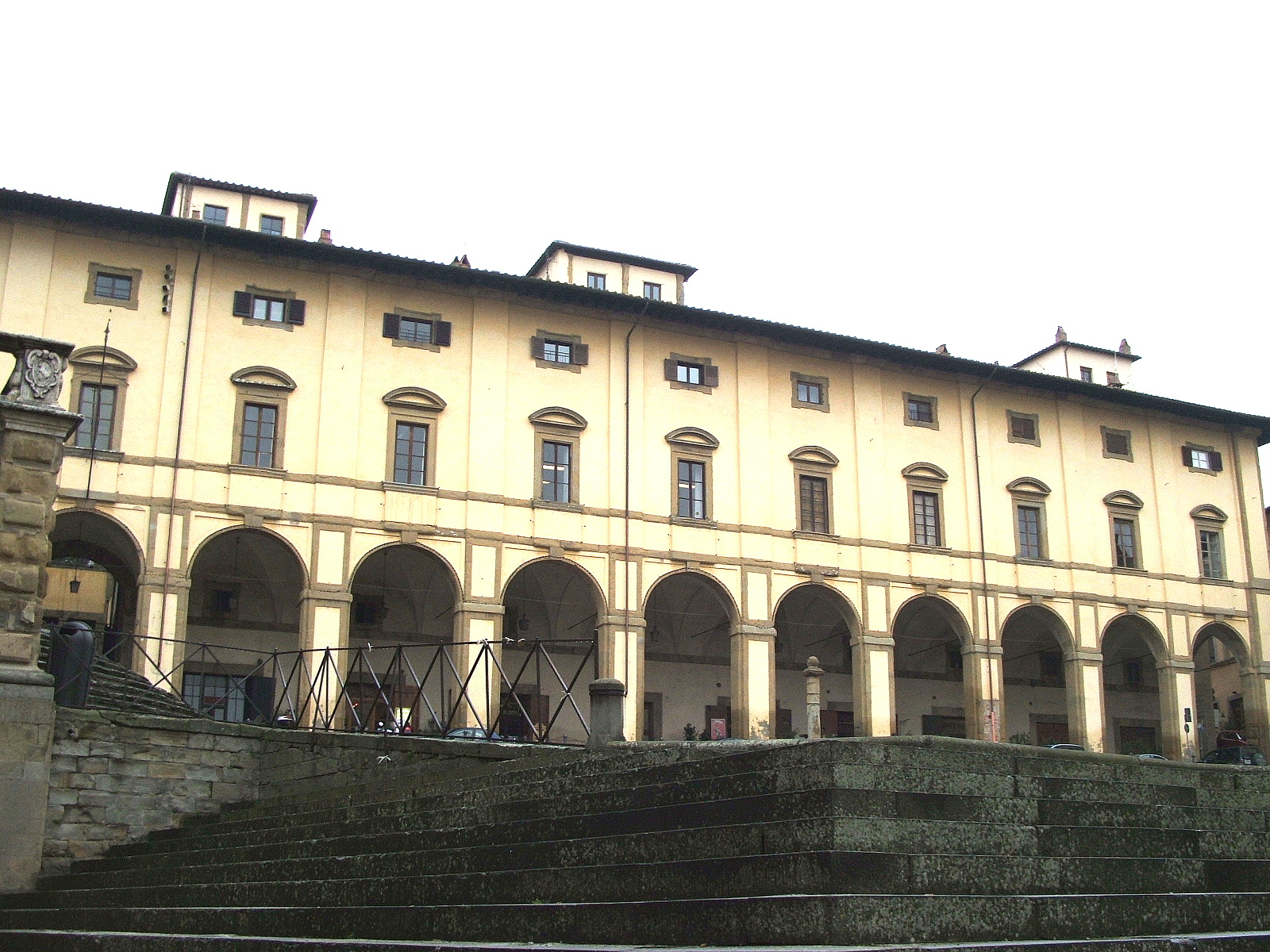
피아차 그란데의 바사리 로자

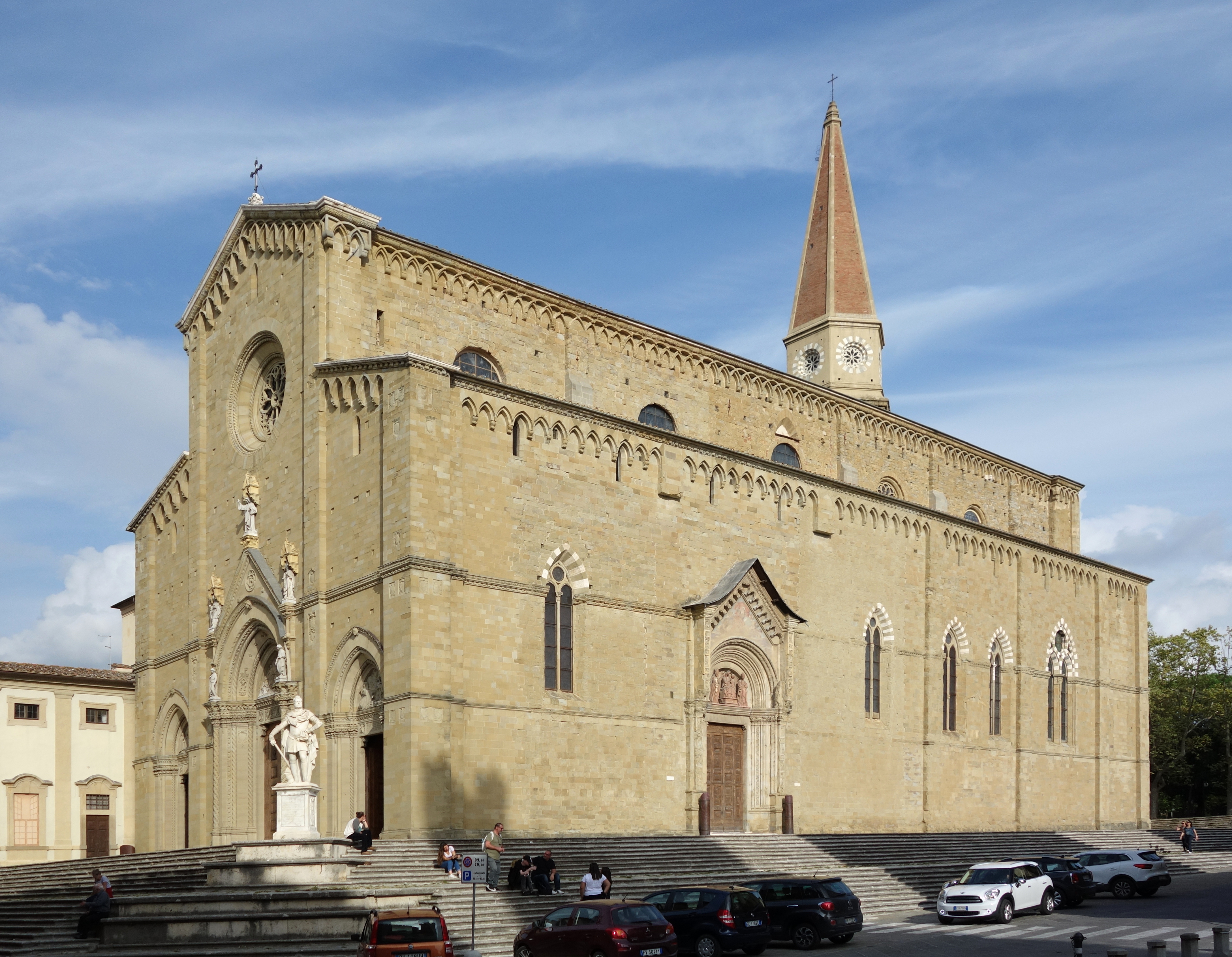
아레초 대성당

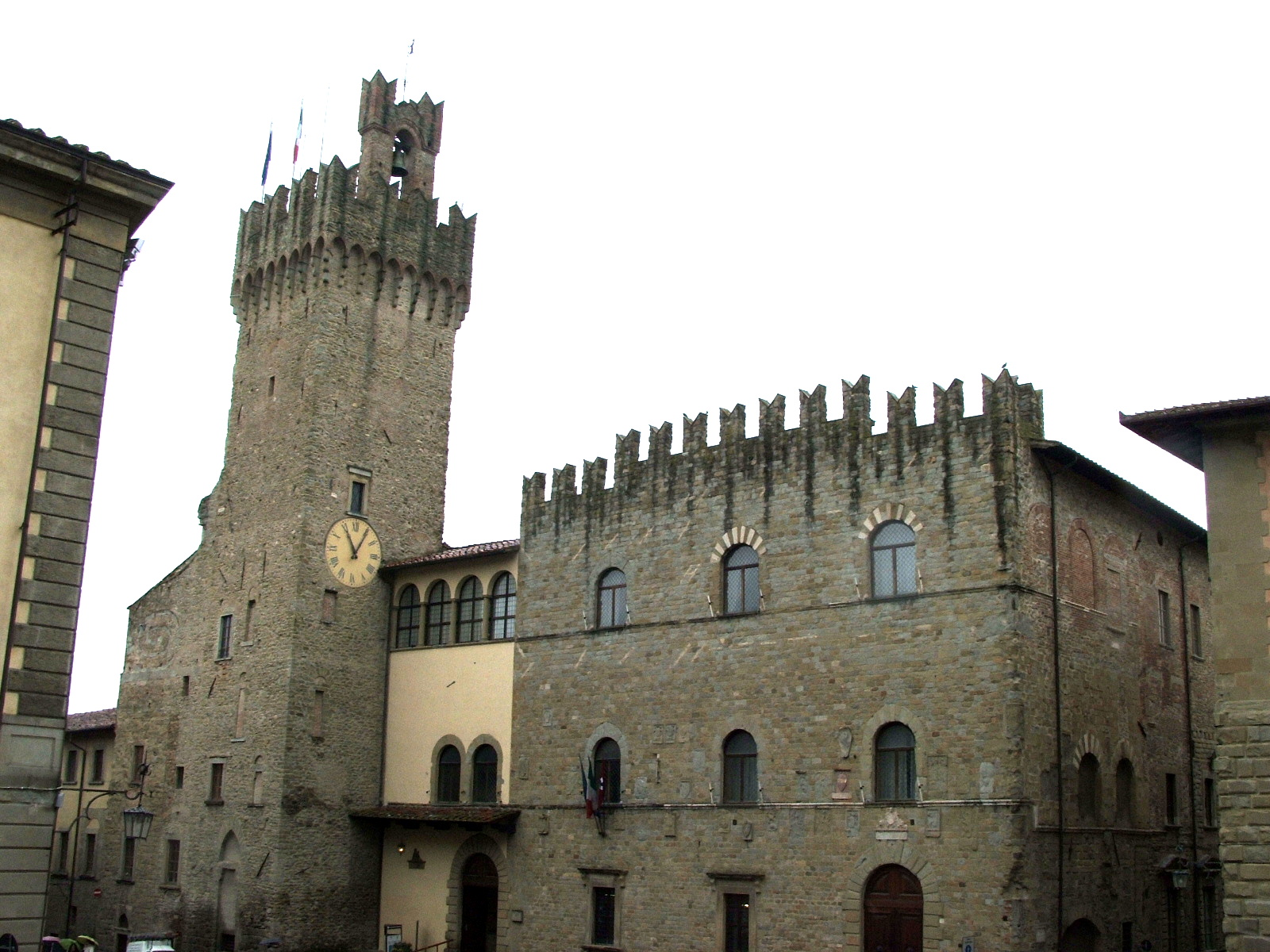
아레초의 공공 궁전

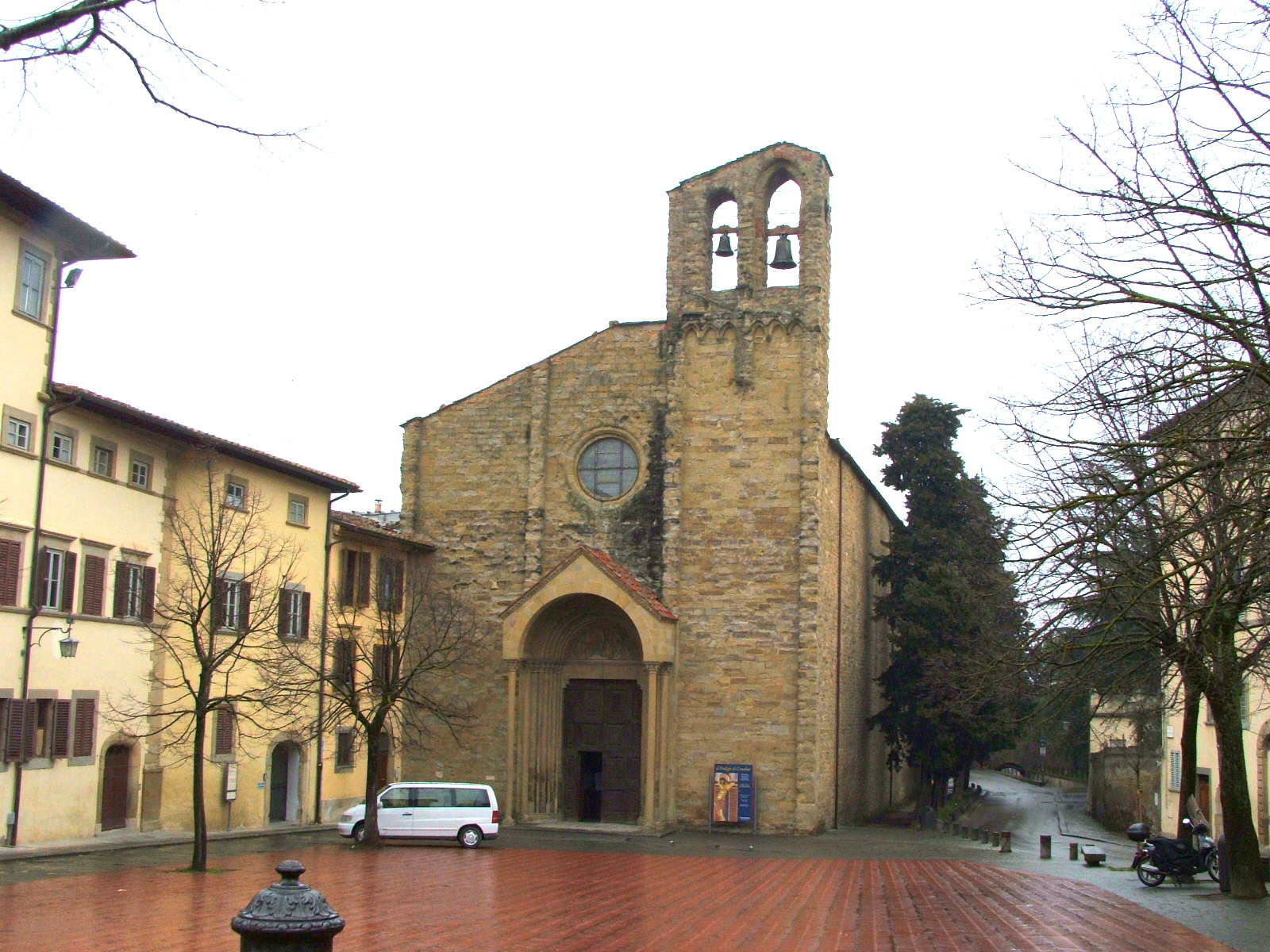
산 도메니코 교회

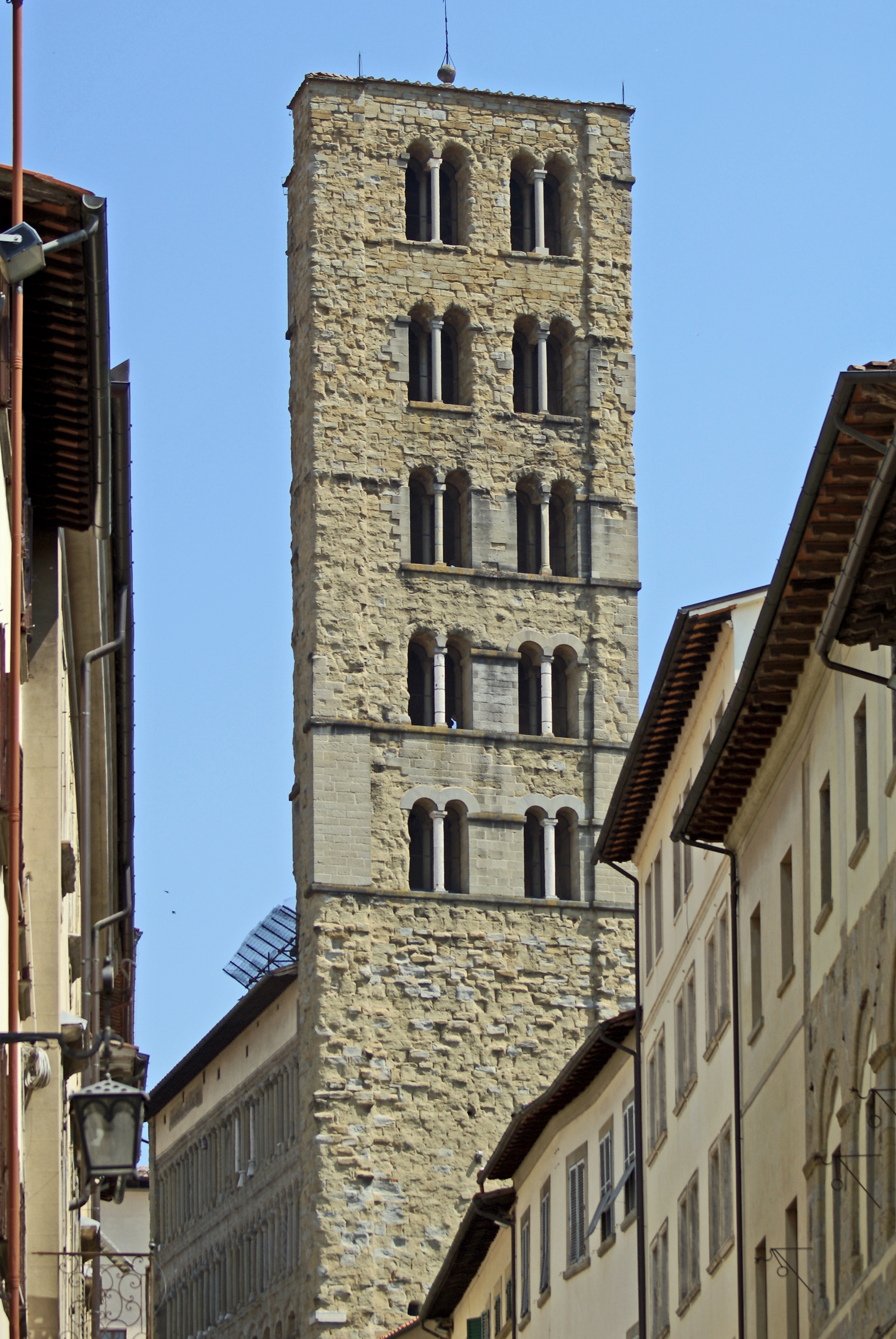
산타 마리아 델라 피에베

### 피아차 그란데
피아차 그란데는 아레초에서 가장 주목할 만한 중세풍의 광장으로, 산타 마리아 델라 피에베의 13세기에 만들어진 로마네스크 양식의 애프스 뒤에 위치했다. 한때 도시의 주요 시장이 열리던 곳이었던, 이곳은 최근에는 '조스트라 델 사라치노'가 열리는 곳이다. 석회석으로 된 기하학적 선이 있는 가운데 적색 벽돌로 깔린 경사진 포장도로가 깔려 있다. 교회의 애프스 외에, 이 광장의 랜드마크에는 다음이 있다:
- 평신도회 궁전 (Fraternita dei Laici): 14–15세기에 베르나르도 로셀리노가 만든 궁전으로, 1층은 고딕 양식으로 그리고 2층은 콰트로첸초 양식으로 이뤄졌다.
- 북쪽을 따라 있는 '바사리 로자'(Vasari Loggia): 조르조 바사리가 제작한 매너리즘 풍의 파사드.
- 13세기 중엽에 지어진 주교궁: 내부의 프레스코는 살비 카스텔루치, 테오필로 토리, 피에트로 벤베누티가 제작하였다. 궁전 앞에는 잠볼로냐의 양식을 따라 피에트로 프란카빌라가 만든 페르디난도 1세 데 메디치 대공에게 바쳐진 기념물이 있다.
- 콘파니브리촐라리 궁전('Palazzo Cofani-Brizzolari), '토레 파졸라나'(Torre Faggiolana).
- 공공 궁전 및 시민 궁전(Palazzo del Popolo)의 흔적도 여전히 볼 수 있다.

### 교회 시설
- '산타 마리아 델라 피에베': 이 로마네스크풍의 교회의 가장 두드러진 특징은 두 줄로 이뤄진 멀리온 창이 있는 거대한 직사각형 구조의 종탑이다. 이 교회는 초기 기독교 건물 위로 12세기에 지어졌으며, 한 세기 뒤에 각각 다른 양식의 기둥들이 떠받치고 있는 작은 아치들로 이뤄진 로지아로 만들어진 독특한 파사드가 추가되었다. 또한 같은 세기에 주 입구 위에 있는 조각들과 '두 천사 사이의 동정녀'가 새겨진 뤼네트가 있다. 내부에는 신랑(身廊)과 통로 두 개가 있으며, 13세기에 트랜셉트가 추가되었다. 다음 세기에 채플, 벽감, 프레스코가 추가되었으며, 이 중에는 피에트로 로렌체티가 그린 폴립티크인 '성모자와 성인들'(1320년)을 포함한다. 지하 묘실에는 성 도나투스(1346년)의 흉부쪽 성유물이 있다. 같은 시대의 육각형의 세례수통이 있으며, 조반니 디 아고스티노가 만든 패널인 '성 사도 요한의 역사서'가 있다. 피에베 부분은 1560년에 조르조 바사리가 다시 한번 개축하였다.
- 아레초의 도나투스 대성당 (13세기 – 16세기 초): 고딕 양식 교회의 파사드 부분은 미완으로 남아있으며, 20세기에 추가된 것이다. 내부에는 신랑(身廊)과 거대한 벽기둥으로 나뉜 통로가 있다. 왼쪽 통로에는 막달레나를 묘사한 피에로 델라 프란체스카가 그린 프레스코가 있다. 중세시대의 스테인드글라스, 타를라티 채플 (1334년), 교황 그레고리오 10세의 고딕 양식 무덤도 주목할 만하다.
- 성 프란체스코 성당 (13–14세기): 토스카나-고딕 양식으로 세워졌다.

## 자매 도시
아레초는 다음 도시들과 자매 도시 관계이다:
| - 포르투갈 비제우 - 이탈리아 몬테나르스 - 스페인 하엔 | - 미국 오클라호마주 노먼 - 폴란드 오시비엥침 - 미국 미시건주 마운트플레전트 |